# خزمة بلمور
خَزَمَة بَلْمُور(الاسم العلمي: Howea belmoreana)، نوع من جنس الخزمة وفصيلة النخلية، موطنها جزيرة لورد هاو الأسترالية. جذعها بطيء النمو تعلو من 4.57 إلى 7.62 م.